# Einschalten eines Transformators
Beim Einschalten eines Transformators kann es bei ungünstiger Phasenlage der elektrischen Spannung zu einem stark erhöhten Einschaltstrom kommen, weil der Eisenkern in die Sättigung getrieben wird. Dieser Effekt wird auch als Rush-Effekt oder Einschaltrush bezeichnet. Die Höhe des Einschaltstromes hängt von dem Einschaltzeitpunkt im Bezug zum zeitlichen Verlauf der angelegten Wechselspannung und des im Transformatorkern gespeicherten magnetischen Flusses, dem Restmagnetismus (Remanenz), ab.

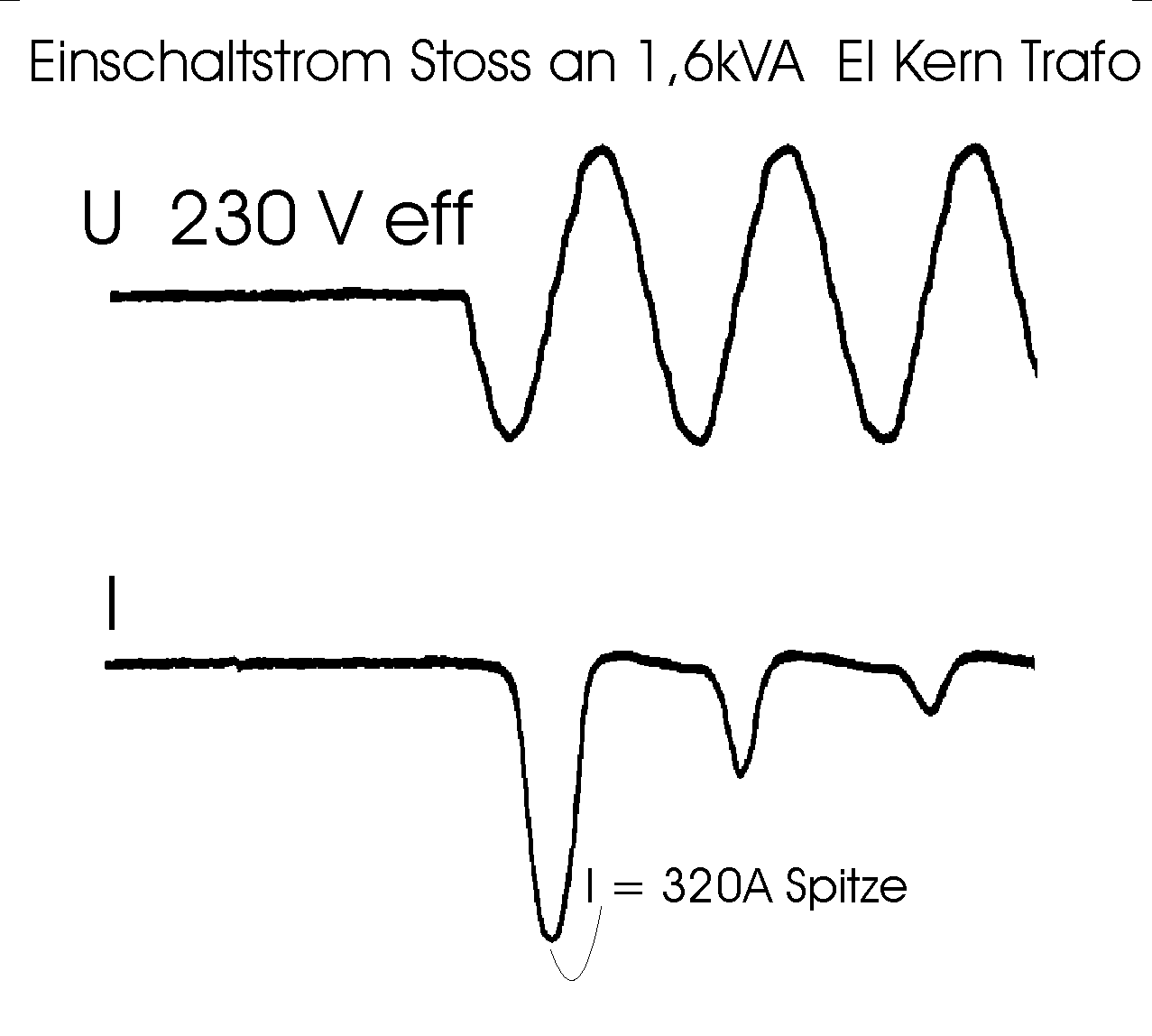
Stromspitze beim Einschalten eines Transformators im Nulldurchgang der Spannung bei einem vor dem Einschalten negativ gepolten, maximalen Restmagnetismus im Kern

## Grundlagen

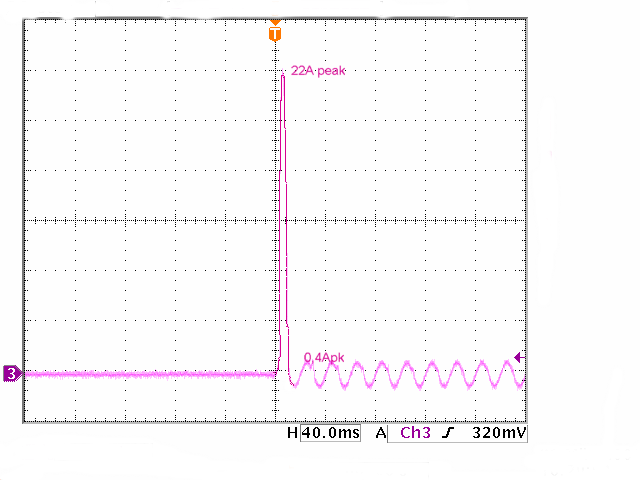
Stromspitze beim Einschalten eines 100 VA Ringkerntransformators

Eine Induktivität wie die Primärspule eines Trafos kann nicht wie ein Elektromagnet für Gleichspannung problemlos an eine Spannungsquelle gelegt (eingeschaltet) werden, bei welcher der Strom langsam ansteigt. Der Magnetisierungsstrom erreicht schon nach weniger als einem Viertel der Periodendauer der Wechselspannung im ungünstigsten Fall (Einschalten im Nulldurchgang) trotz geringer Remanenz seinen Scheitelwert und beträgt am Ende der Spannungshalbwelle dann ein Vielfaches des Scheitelwertes des Magnetisierungsstromes im eingeschwungenen Zustand. Transformatoren mit geringer Remanenz haben einen Luftspalt im Eisenkern, zum Beispiel geschweißte EI-Kerne, und haben deshalb eine Scherung (Zur-Seite-Neigung) der Hysteresekurve. Besonders die Eisenkerne üblicher Transformatoren, mit geringen oder gar keinen Luftspalten, bereiten jedoch beim Einschalten Probleme. Transformatoren werden aus Gewichts- und Kostengründen mit einem kleinstmöglichen Luftspalt im Kern und außerdem so ausgelegt, dass der Eisenkern im eingeschwungenen Zustand durch die Netz-Spannungs-Halbwellen gerade noch nicht gesättigt ist, wenn die Wechselspannung an der Primärwicklung nach der halben Periodendauer ihre Polarität wechselt. Im eingeschwungenen Betrieb ist das gewährleistet, nicht aber bei ungünstigen Bedingungen unmittelbar nach dem Einschalten der Spannung:
Der ungünstigste Fall liegt beim Einschalten im Nulldurchgang der Spannung vor, wenn der Kern überdies durch hohen Restmagnetismus in Richtung der Einschaltpolarität vormagnetisiert ist und somit die Spannungszeitfläche der angelegten Spannung unmittelbar nach dem Einschalten eine Halbwelle lang den magnetischen Fluss in die gleiche Richtung treiben will. Dann kann der Maximalfluss aber nicht bis zu dreimal so groß werden wie im eingeschwungenen Zustand, sondern kann wegen der Kernsättigung nicht weiter ansteigen, weil der dann dafür nicht ausgelegte Eisenkern weit in die Sättigung getrieben wird. Das führt zu einem starken Stromanstieg, der nur durch den Kupferwiderstand der Primärwicklung und die Quellimpedanz begrenzt wird.
Die hier für 50-Hz-Transformatoren (Periodendauer von 20 ms) beschriebenen Gesetzmäßigkeiten gelten sinngemäß für alle Frequenzen. Auch bei Schaltnetzteiltransformatoren (Übertragern) muss die Ansteuerelektronik darauf Rücksicht nehmen, damit sie nicht überlastet wird.
Bei einem effizienten Trafo ist Uinduziert in jedem Augenblick fast genauso groß wie U. Man kann beide gleichsetzen und formt die Induktionsformel um:
{\displaystyle {\text{Aus}}\qquad U_{\mathrm {induziert} }={\frac {\mathrm {d} \Phi }{\mathrm {d} t}}\qquad {\text{wird}}\qquad U\cdot \mathrm {d} t=\mathrm {d} \Phi }
Diese Gleichung muss ab Einschaltzeitpunkt bis t integriert werden. Von entscheidender Bedeutung für das Ergebnis ist der Zeitpunkt, ab wann die Primärwicklung gespeist wird und ob der Eisenkern vorher vormagnetisiert war. Es gibt insgesamt vier Kombinationen, die getrennt erläutert werden:

### Einschalten beim Scheitelwert der Spannung
{\displaystyle \Phi (t)=\int U(t)\,\mathrm {d} t+C}
{\displaystyle \Phi (t)=U_{\mathrm {max} }\cdot \int _{0}\cos {(\omega t)}\,\mathrm {d} t+C}
{\displaystyle \Phi (t)={\frac {U_{\mathrm {max} }}{\omega }}\sin(\omega t)+C}

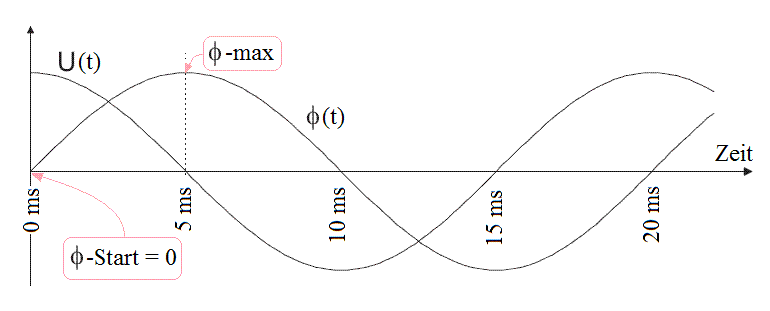
Der magnetische Fluss im Trafokern nach dem Einschalten bei U = max. Ohne Restmagnetismus muss Φ am Nullpunkt starten

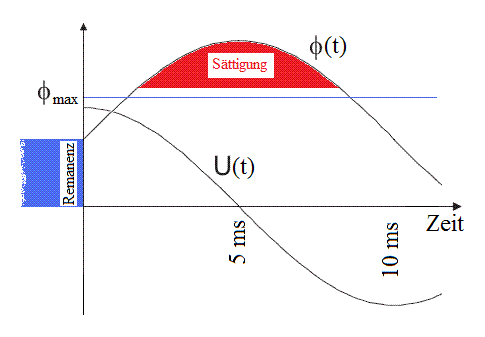
Der magnetische Fluss, wenn der Eisenkern beim Einschalten ungünstig vormagnetisiert ist. wird um den Wert der Integrationskonstanten angehoben

Diese Beziehung beschreibt den zeitlichen Flussverlauf Φ als Funktion der Spannung U an der Primärspule, wenn diese bei ihrem Scheitelwert Umax eingeschaltet wird.

### Einschalten beim Nulldurchgang der Spannung
{\displaystyle \Phi (t)=\int U(t)\,dt+C}
{\displaystyle \Phi (t)=U_{\mathrm {max} }\cdot \int _{0}\sin(\omega t)\,dt+C}

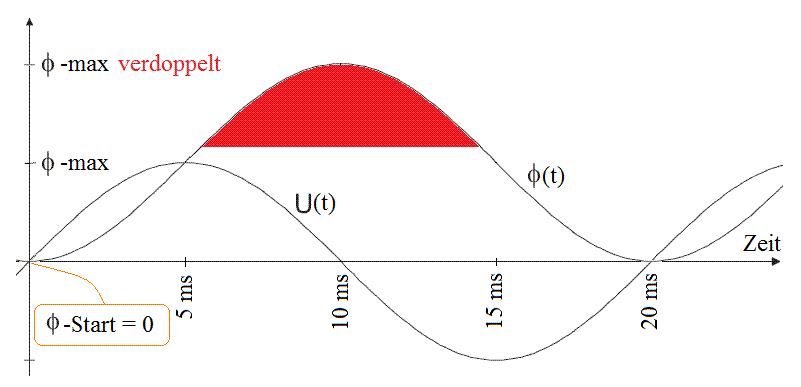
Magnetfluss im Trafokern nach dem Einschalten bei U=0. Ohne Restmagnetismus startet Φ bei null, deshalb verschiebt sich die Magnetflusskurve nach oben

Diese Beziehungen beschreiben den zeitlichen Flussverlauf Φ an der Primärspule, wenn diese im Nulldurchgang der Wechselspannung U zugeschaltet wird.
Ohne Restmagnetisierung
Die Integrationskonstante C ist bei t=0 null, Φ ebenfalls, d. h. der Eisenkern war vor dem Einschalten entmagnetisiert. Aufgrund der Integration über die gesamte erste Halbwelle möchte der Magnetfluss jedoch bis 2Umax/ω ansteigen. Die im Bild eingezeichnete Funktion {\displaystyle \Phi (t)} ist nach oben verschoben, (sodass sie in den rot markierten Sättigungsbereich gelangt. Diese Grafik entspricht jedoch nicht der Realität für Transformatorkerne die mit einer Nenninduktionsdichte von 1,8 Tesla ausgelegt sind, sondern nur für Transformatoren, deren Nenn-Induktionsdichte unterhalb 0,8 Tesla liegt.) Das Ergebnis bewirkt deshalb bei üblichen Transformatoren, dass der Eisenkern schon nach der halben Spannungszeitfläche an die Sättigungsgrenze gelangt, wo die hohe relative Permeabilitätszahl µr des Eisens schnell kleiner wird. Im Kern kann die magnetische Flussdichte nicht über 2 Tesla hinaus erhöht werden, er wird dann nicht weiter auf-magnetisiert. Als Folge wird, je nach dem Verlauf der Hysteresekurve, zu wenig, bis keine Gegenspannung mehr induziert. (Die Gegenspannung entsteht in jeder Spannungs-Halbwelle durch Selbstinduktion in der Primärspule, aber nur solange sich das B, die Induktion, ändert. Diese Selbstinduktionsspannung subtrahiert sich normalerweise von der eigentlichen, außen angelegten Primärspulenspannung. Die Differenz treibt den Strom in der Primärspule.) Je größer die Differenz, desto größer der Strom. Beim obigen Beispiel fällt ab der Mitte der Spannungshalbwelle eine hohe Spannung an dem Innenwiderstand der Primärspule ab, weshalb dann viel Strom fließt.  Dieser Stromstoß dauert jeweils maximal 10 ms  und wiederholt sich abklingend während jeder Wechselspannungs-Halb-Periode gleicher Polarität. Das ist gleichbedeutend mit einem abklingenden pulsierenden Gleichstrom gleicher Polarität in der Zuleitung. Es folgen Ausgleichsvorgänge im Trafokern, durch die in den Polaritäten unterschiedlichen Spannungsabfälle, die den magnetischen Flussverlauf Φ allmählich symmetrieren. Deren Zeitdauer ist durch den Kupferwiderstand der Primärspule und die Impedanz der Speisung und dem L des Trafos bestimmt. Tau = L/R. Aus oben erläutertem Grund ist das U(t) in der Formel:{\displaystyle \Phi (t)=\int U(t)\,dt+C}, nicht die Primärspulenspannung, sondern die interne Restspannungszeitfläche. Im Leerlauf-Dauerbetrieb des Trafos, außerhalb von Einschaltvorgängen, ist diese Restspannungszeitfläche fast gleich der Primärspannungszeitfläche, sofern die Leerlaufströme, (Magnetisierungsströme), im Verhältnis zum primären Laststrom klein sind, was besonders beim Ringkerntrafo der Fall ist.
Mit Restmagnetisierung
Falls der Eisenkern vor dem Einschalten magnetisiert war, kommt eine weitere theoretische Verschiebung der Flusskurve nach oben oder unten dazu. In diesem Fall muss die Kurve {\displaystyle \Phi (t)} um den Wert des Restmagnetismus nach oben oder unten verschoben werden. Sie beginnt dann nicht mehr im Nullpunkt. Die Integrationskonstante C ist bei t=0 ungleich null. Als Folge kann das Maximum des Flusses aber nicht das dreifache des Magnetfluss-Wertes erreichen, wie es die Berechnung ergeben würde, für welchen der Eisenkern ausgelegt wurde. Denn weil er bei spätestens 2 Tesla in Sättigung geht und sich nicht weiter auf-magnetisieren lässt, kann der Magnetfluss nicht weiter steigen. (Es existiert kein Weicheisen das höhere Induktionsdichten als 2 Tesla erreichen kann.)
Praktisch gesehen müsste deshalb, besonders beim luftspaltlosen Kern, wie es beim Ringkerntrafo der Fall ist, die Kernquerschnittsfläche dann für den 3-fachen Fluss ausgelegt sein, damit die Kernsättigung und damit der Einschaltstrom in jedem Einschaltfall vermieden wird und der Magnetfluss dann auf den 3-fachen Nennwert steigen kann. Weil dadurch Transformatoren durch den dann 3-fachen kernquerschnitt viel zu groß würden, werden eher Einschaltstrombegrenzer oder Trafoschaltrelais eingesetzt und Transformatoren verwendet, deren Nenninduktion zwischen 1,4 bis 1,8 Tesla liegt.
Die Darstellung des überhöhten Magnetflusses, in den nebenstehenden Grafiken mit den roten Flächen gekennzeichnet, ist demnach falsch, weil der Magnetfluss im Eisen nicht größer als der Max. Fluss von ca. 2 Tesla werden kann. Es gilt für den Fall, „Mit Restmagnetisierung“, bezüglich der Restspannungszeitfläche, ebenfalls das bei „ohne Restmagnetisierung“ gesagte.

### Zufälliges Einschalten
Hersteller von Halbleiterrelais vertreiben auch sogenannte momentanschaltende Halbleiterrelais zum Schalten von Induktivitäten (Random switching). Dabei kann das Einschalten zu einem guten, aber auch zu einem schlechten Zeitpunkt geschehen, weil damit auf die Remanenzlage und Höhe keine Rücksicht genommen wird. Die Wirkung ist die, dass die Absicherung nicht mehr so oft auslöst wie zum Beispiel beim Einschalten im Nulldurchgang. Eine sichere Begrenzung oder Vermeidung von Einschaltströmen hat man damit aber nicht.

## Spannungszeitfläche
Die Integration nach der Zeit bedeutet, die Fläche unter dem Zeitverlauf einer Größe zu bestimmen. Die Spannungszeitfläche, hier die Integration der Spannung über die Zeit, transportiert die Magnetisierung entlang der Hysteresekurve, baut also den Magnetfluss Φ auf oder ab oder polt ihn um. (Ohne Änderung des Magnetflusses würde keine Induktion entstehen und ohne Induktion gäbe es keine Spannungsübertragung des Transformators.) Im Folgenden wird die Einwirkung der Spannungszeitfläche am Beispiel einer Cosinuskurve gezeigt, das heißt, wenn der Trafo beim Scheitelwert der Wechselspannung eingeschaltet und zu verschiedenen Zeitpunkten ausgeschaltet wird. Was allerdings elektrotechnisch selten angewendet wird. Üblicherweise wird per Phasenanschnitt zu einem bestimmten Zeitpunkt ein und beim Stromnulldurchgang ausgeschaltet. Siehe Funktion des Thyristors.
Es wird die zwischen der Cosinuskurve U(t) und der Zeitachse eingeschlossene, grün markierte Fläche von t = 0 bis zu einem wählbaren Zeitpunkt t bestimmt, sie wird Spannungszeitfläche (Einheit Vs) genannt. Sie ist ein Maß für den bis zu diesem Zeitpunkt erreichten Magnetfluss Φ im Kern des Trafos; die Fläche wird im nebenstehenden Bild für vier willkürlich gewählte Ausschalt-Zeitpunkte (1,5 ms, 3 ms, 5 ms und 7,5 ms) berechnet und jeweils als blauer Balken für den Fluss Φ aufgetragen.

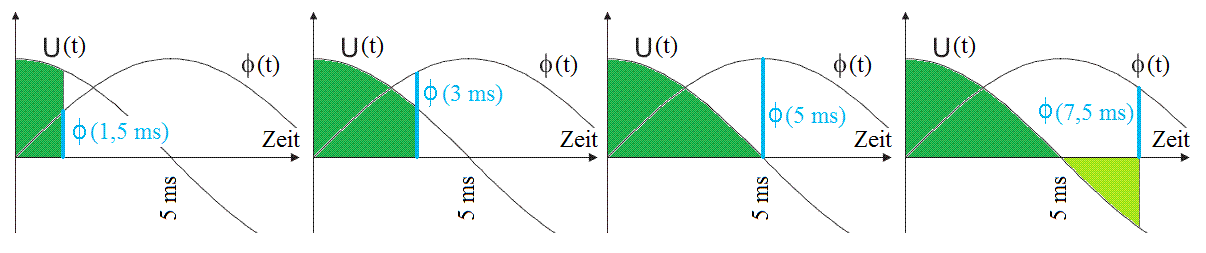
Spannungszeitfläche beim Einschalten der Spannung im Scheitel bei Remanenz gleich Null, mit verschiedenen Ausschaltpunkten

Im Bild sind für vier Zeitpunkte ab Einschaltzeitpunkt t = 0, jeweils im Scheitel der Spannung bis zum variablen Ausschaltpunkt, die Spannungszeitflächen grün dargestellt. Man erkennt, dass die grüne Fläche, also Φ von t = 0 ms bis t = 5 ms ansteigt. (Der Magnetfluss, die Remanenz, sei bei Beginn jeweils = 0.) Dann hat der Magnetfluss Φ seinen Maximalwert. Ab diesem Zeitpunkt liegen die weiter anwachsenden Flächenstücke unterhalb der Zeitachse, sind  hellgrün dargestellt und zählen negativ. Als Folge wird der magnetische Fluss Φ (die vorzeichenrichtige Summe beider Flächen) wieder kleiner und erreicht zum Zeitpunkt t = 10 ms den Wert null.
Die Magnetisierung des Kerns ist in der ersten Viertelschwingung (0 bis 5 ms) aufgebaut worden, in der folgenden Viertelschwingung (5 bis 10 ms) wird sie abgebaut. Die dunkelgrüne Fläche über der Zeitachse und die hellgrüne Fläche unter der Zeitachse haben sich kompensiert, der Eisenkern ist wieder unmagnetisch. Das gilt im eingeschwungenen Zustand und auch gleich nach dem Einschalten, wenn der Restmagnetismus, die Remanenz, zuvor null war.
Falls der Eisenkern zu Beginn der Integration einen Restmagnetismus besaß, weil der Trafo zu einem für das Einschalten im Scheitel ungünstigen Moment ausgeschaltet wurde, wird im Transformatorkern dieser Restmagnetfluss zum Magnetfluss, der durch die grüne Fläche erzeugt wird, addiert oder subtrahiert. Dadurch kann der Magnetfluss Φ seinen Wert bis über die Sättigung überschreiten, wodurch die Primärspule ihren induktiven Widerstand verliert.

## Lösungsansätze

### Begrenzung des Einschaltstromes

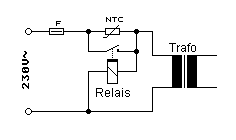
Einschaltverzögerung mit Heißleiter-Widerstand und Relais

Es gibt mehrere Möglichkeiten, das Auslösen des Überstromschutzes zu vermeiden.
- Im einfachsten Fall verwendet man eine träge auslösende oder überdimensionierte Sicherung mit erhöhter Belastbarkeit und nimmt einen gewissen Sicherheitsverlust in Kauf.
- Man schaltet zunächst einen Hochlastwiderstand von wenigen Ohm in Reihe zur Primärwicklung, der nach etwa 100 ms kurzgeschlossen wird.
- Eine elektronische Schaltung bestimmt die Nulldurchgänge der Primärspannung und schaltet nach einem Viertel der Periodendauer später ein, wenn die Spannung maximal ist. Sie bewirkt das Gegenteil von dem, was ein Nulldurchgangsschalter tut und heißt Scheitelspannungs-Schalter. Dieser eignet sich jedoch nur für Transformatoren, die einen extra Luftspalt im Kern und deshalb nur einen geringen Restmagnetismus haben.
- Bei kleinen Trafos bis etwa 200 W wird zur Einschaltstrombegrenzung oft ein Heißleiter in Reihe zur Primärwicklung geschaltet. Nach jedem Ausschalten muss die Abkühlzeit vor dem nächsten Einschalten abgewartet werden. Man kann den Heißleiter mit einem Relais kurzschließen, damit er sich bereits während des Betriebes abkühlen kann. Dann steigt auch dessen Lebensdauer erheblich. Die Wartezeit bleibt dann nur beim kurzzeitigen Aus- und Wiedereinschalten nötig. Es ist nicht sinnvoll, mehrere Heißleiter parallel zu schalten, weil dabei nie beide gleichzeitig heiß werden und daher nur einer den Strom führt und somit überlastet wird.
- Bei dem Einschalten von Leistungstransformatoren, wie sie in Stromversorgungsnetzen auf Hochspannungsebene verwendet werden, wird vor dem Einschalten des Transformators, so möglich, die speisende Generatorspannung möglichst weit abgesenkt. Eine weitere Möglichkeit zur Begrenzung erfolgt ähnlich zur Limitierung des Kurzschlussstromes durch Kompensationsspulen.[2]

### Vermeidung des Einschaltstromes
Eine weitere Möglichkeit besteht, mit einem Transformatorschaltrelais oder einem Sanftanlauf-Schaltgerät den Einschaltstrom vollkommen zu vermeiden. Damit kann ein Trafo ohne erhöhte Strom-Belastung und ohne Wartezeiten häufig hintereinander eingeschaltet werden. Wegen des erhöhten Schaltungsaufwandes und damit des Preises wird dies nicht bei allen Geräten angewendet.